# Hinrichtung deutscher Deserteure am 13. Mai 1945
Die Hinrichtung deutscher Deserteure am 13. Mai 1945 fand fünf Tage nach der Kapitulation der Wehrmacht und dem Ende des Zweiten Weltkriegs statt, als ein Kriegsgericht aus gefangenen und entwaffneten deutschen Offizieren, die unter alliierter Bewachung in Amsterdam festgehalten wurden, in einer zweifelhaften Interpretation des Völkerrechts ein Todesurteil gegen zwei ehemalige deutsche Deserteure der Kriegsmarine, Bruno Dorfer und Rainer Beck, verhängte.

## Verfahren
Das Verfahren fand in einem verlassenen Montagewerk der Ford Motor Company außerhalb von Amsterdam statt, das damals ein von der kanadischen Armee betriebenes Kriegsgefangenenlager war.
Die beiden Todesurteile hätten eigentlich vom deutschen Gerichtsherrn, dem Kommandierenden Admiral in den Niederlanden Vizeadmiral Rudolf Stange, bestätigt werden müssen. Da dieser aber zu dieser Zeit in England war, bestätigte der Lagerkommandant, Fregattenkapitän Alexander Stein, die Urteile.
Die deutschen Kriegsgefangenen bildeten ein Erschießungskommando, welches das Urteil vollstreckte. Sie wurden von den kanadischen Seaforth Highlanders mit erbeuteten deutschen Gewehren und einem Drei-Tonnen-Lastwagen versorgt und von einem Zug kanadischer Soldaten unter der Führung von Captain Robert K. Swinton eskortiert.

“Under a dubious interpretation of international law, Canadian military authorities permitted a continuation of the German military structure after the demise of the Third Reich. German assistance was indispensable in the disarmament, concentration, and evacuation of the German armed forces within Holland. Unfortunately, disinterested Canadian military authorities also left the German military in control of order and discipline. German commanders and military judges applied a military law warped by National Socialism.”

„Unter einer zweifelhaften Auslegung des Völkerrechts gestatteten die kanadischen Militärbehörden die Fortführung der deutschen Militärstruktur nach dem Untergang des Dritten Reiches. Deutsche Hilfe war bei der Entwaffnung, Konzentration und Evakuierung der deutschen Streitkräfte in den Niederlanden unerlässlich. Leider überließen die desinteressierten kanadischen Militärbehörden den deutschen Militärs auch die Kontrolle über Ordnung und Disziplin. Deutsche Kommandeure und Militärrichter wandten ein vom Nationalsozialismus verzerrtes Militärrecht an.“

In einer Analyse des Vorfalls stellt der Historiker Chris Madsen fest, dass sich die kanadischen Militärbehörden wohl verpflichtet fühlten, mit den Deutschen zusammenzuarbeiten, da sie vor der gewaltigen Aufgabe standen, die deutschen Streitkräfte in den Niederlanden reibungslos zu entwaffnen. Aus gegenseitiger Bequemlichkeit wurde die deutsche Befehlshierarchie nach der Kapitulation in Gefangenschaft weitergeführt, was auch die Verurteilung und Hinrichtung von Personen wie Dorfer und Beck durch die Alliierten einschloss.

## Rezeption in der Populärkultur
- Der Vorfall lieferte einen Großteil des Materials für die letzte Folge von Secret Army, einer BBC-Dramaserie über den belgischen Widerstand im Zweiten Weltkrieg.
- Der italienisch-jugoslawische Film Die im Dreck krepieren (italienischer Titel: Dio è con noi; 1969) dramatisiert die Geschichte der beiden deutschen Seeleute.
- Der niederländische Film Black Book des Regisseurs Paul Verhoeven aus dem Jahr 2006 enthält die Hinrichtung einer Hauptfigur, die lose auf diesem Vorfall basiert.